# Wälder im Ahrensböker Endmoränengebiet
Wälder im Ahrensböker Endmoränengebiet este o arie protejată (arie specială de conservare — SAC, sit de importanță comunitară — SCI) din Germania întinsă pe o suprafață de 624 ha, integral pe uscat.

## Localizare
Centrul sitului Wälder im Ahrensböker Endmoränengebiet este situat la coordonatele 54°00′55″N 10°32′13″E / 54.0153°N 10.5369°E.

## Înființare
Situl Wälder im Ahrensböker Endmoränengebiet a fost declarat sit de importanță comunitară în septembrie 2004 pentru a proteja 3 specii de animale. Situl a fost protejat și ca arie specială de conservare în ianuarie 2010.

## Biodiversitate
Situată în ecoregiunea continentală, aria protejată conține 3 habitate naturale: Lacuri eutrofice naturale cu vegetație de tip Magnopotamion sau Hydrocharition, Păduri de fag Asperulo-Fagetum, Păduri aluvionare cu Alnus glutinosa și Fraxinus excelsior (Alno-Padion, Alnion incanae, Salicion albae).
La baza desemnării sitului se află mai multe specii protejate:
- amfibieni (1): triton cu creastă (Triturus cristatus)
- mamifere (1): liliac cu urechi mari (Myotis bechsteinii)
- nevertebrate (1): libelule (Leucorrhinia pectoralis)

Pe lângă speciile protejate, pe teritoriul sitului au mai fost identificate 2 specii de amfibieni, 8 specii de mamifere.